# ستان تشارلتون
ستان تشارلتون (بالإنجليزية: Stan Charlton)‏ (28 يونيو 1929 في المملكة المتحدة - 20 ديسمبر 2012 في المملكة المتحدة) هو مدرب كرة قدم ولاعب كرة قدم بريطاني في مركز الدفاع، شارك في الألعاب الأولمبية الصيفية 1952. ولعب مع نادي أرسنال ونادي ليتون أورينت ومنتخب إنجلترا الوطني لكرة القدم للهواة ‏ ونادي بروملي.

## وصلات خارجية
- ستان تشارلتون على موقع قاعدة بيانات كرة القدم.إي يو (الإنجليزية)
- ستان تشارلتون على موقع أوليمبيديا (الإنجليزية)